# Friends (песня Ауры Дион)
«Friends» — песня датской певицы Ауры Дион из её студийного альбома «Before the Dinosaurs». В песне участвует американская продюсерская команда Rock Mafia, которая написала песню в соавторстве с Дион и Дэвидом Йостом. Дион написала песню, чтобы сообщить своим друзьям, насколько они драгоценны для неё. Песня была выпущена в качестве второго сингла с альбома 2 марта 2012 года. Она стала третьим хитом Дионы, попавшим в десятку лучших в её родной Дании, где она достигла шестого места. Песня также вошла в десятку лучших в Германии, Швейцарии и Австрии.

## Успех
Песня дебютировала на 25-м месте 17 февраля 2012 года в Дании. На следующей неделе песня поднялась до 12-го места. На третьей неделе в чарте песня достигла шестого места, став третьим синглом Дион, попавшим в топ-10. С тех пор песня была сертифицирована золотым IFPI Denmark за продажи 15 000 цифровых копий. В Швейцарии песня дебютировала на 64-м месте в чарте от 26 февраля 2012 года. На четвёртой неделе 18 марта 2012 года в чарте песня достигла десятого места. С тех пор песня была сертифицирована золотой Международной федерацией производителей фонограмм за поставки 15 000 копий в Швейцарии. Песня дебютировала на 13-м месте в Австрии в чарте от 9 марта 2012 года. На следующей неделе она достигла третьего места. Песня дебютировала на пятом месте в Германии, став третьим хитом Дион, попавшим в топ-10. В чарте от 25 мая 2012 года песня заняла первое место в польском Airplay Top 5.

## Живые выступления
Аура Дион исполнила песню 30 ноября 2011 года в немецком телевизионном шоу «The Dome» вместе с песней «Geronimo». 14 февраля 2012 года Аура исполнила песню в Москве на «Big Love Show». 18 февраля 2012 года она впервые исполнила песню на датском телевидении в вокальном конкурсе «Voice - The Biggest Voice of Denmark» вместе с восемью полуфиналистами.

## Список композиций
- CD single[7]

1. "Friends" (Rock Mafia & David Jost Radio Mix)
2. "Friends"

- Digital download[8]

1. "Friends" (Rock Mafia & David Jost Radio Mix) – 4:00
2. "Friends" – 3:42
3. "Friends" (Van Beil Remix) – 4:59
4. "Friends" (Banks & Rawdriguez Drumstep Remix) – 3:40
5. "Friends" (Banks & Rawdriguez Moombathon Remix) – 3:18
6. "Friends" (Bodybangers Remix) – 5:22

## Участники записи
- Аура Дион — автор песен
- Антонина Армато — автор песен, продюсер, запись вокала
- Тим Джеймс — автор песен, продюсер, запись вокала, микширование
- Дэвид Йост — автор песен, продюсер, запись вокала
- Стив Хэммонс — инженер
- Адам Комсток — инженер
- Пол Палмер — смешивание
- Деврим Караоглу — программирование
- Шон Хёрли — бас
- Рами Джаффи — клавишные
- Дэвид Дэвидсон — струнная композиция, скрипка
- Дэвид Энджел — скрипка
- Кристин Уилкинсон — альт
- Джон Кэтчерс — виолончель
- Кай Бланкенберг — мастеринг

Согласно буклету к альбому «Before the Dinosaurs»

## Чарты и сертификации
| Чарт (2012)                          | Высшая позиция |
| ------------------------------------ | -------------- |
| Австрия (Ö3 Austria Top 40)          | 3              |
| Болгария (IFPI)                      | 1              |
| Чехия (Rádio — Top 100)              | 8              |
| Denmark (Tracklisten)                | 6              |
| Германия (GfK)                       | 4              |
| Germany (Airplay Chart)              | 1              |
| Венгрия (Rádiós Top 40)              | 19             |
| Lebanon (Lebanese Top 20)            | 2              |
| Luxembourg Digital Songs (Billboard) | 2              |
| Польша (Polish Airplay Top 100)      | 1              |
| Romania (Romanian Top 100)           | 6              |
| Russia (Top Radio Hits)              | 1              |
| Словакия (Rádio — Top 100)           | 24             |
| Швейцария (Schweizer Hitparade)      | 10             |

| Чарт (2012)                       | Позиция |
| --------------------------------- | ------- |
| Austria (Ö3 Austria Top 40)       | 52      |
| Germany (Official German Charts)  | 49      |
| Hungary (Rádiós Top 40)           | 68      |
| Poland – Airplay (ZPAV)           | 5       |
| Poland – Digital (ZPAV)           | 32      |
| Russia Airplay (Tophit)           | 3       |
| Switzerland (Schweizer Hitparade) | 74      |
| Ukraine Airplay (Tophit)          | 14      |

| Регион | Сертификация | Продажи  |
| --- | ------------ | -------- |
| Австрия (IFPI Austria)                                                                                                   | Золотой      | 15 000*  |
| Дания (IFPI Danmark) | Золотой      | 15 000^  |
| Германия (BVMI) | Золотой      | 150 000^ |
| Швейцария (IFPI Switzerland)                                                                                             | Золотой      | 15 000^  |
| * Данные о продажах приведены только на основе сертификации. ^ Данные о тиражах приведены только на основе сертификации. |              |          |

## История релиза
| Регион  | Дата           | Формат                        | Лейбл                                            |
| ------- | -------------- | ----------------------------- | ------------------------------------------------ |
| Denmark | 23 января 2012 | радиоротация                  | Island Records, Universal Music Group, Koolmusic |
| Germany | 2 марта 2012   | CD сингл, цифровое скачивание | Island Records, Universal Music Group, Koolmusic |